# Gibbicepheus tuberculatus
Gibbicepheus tuberculatus är en kvalsterart som beskrevs av Balogh 1970. Gibbicepheus tuberculatus ingår i släktet Gibbicepheus och familjen Carabodidae. Inga underarter finns listade i Catalogue of Life.